# 디노 치아니

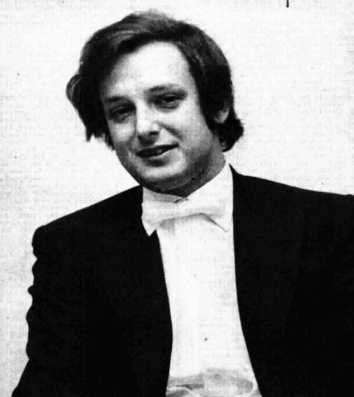

디노 치아니(Dino Ciani, 1941 – 6월 16일 ~ 1974년 3월 28일)는 이탈리아의 피아니스트이다.
그는 크로아티아에서 태어나 제노바 에서 Martha Del Vecchio에게 피아노를 배웠다. 14세에 로마 음악원에서 학위를 취득한 후 1958년부터 1962년까지 파리, 로잔, 시에나 에서 그가 크게 존경하는 알프레드 코르토의 고급 과정에 참석했다.
치아니의 경력은 1961년 부다페스트 에서 열린 Liszt-Bartok Competition에서 2위를 차지하면서 시작되었다. 그는 1968년 베토벤의 피아노 협주곡 4번으로 클라우디오 아바도의 지휘 아래 스칼라 극장 에서 데뷔했다. 아바도와 함께 1968년 로마의 RAI 강당(당시 라 스칼라)에서 프로코피예프의 피아노 협주곡 5번 을 연주했고 잘츠부르크 모차르테움에서 모차르트의 D단조 협주곡 을 연주하기도 했다. 치아니는 또한 La Scala에서 젊은 리카르도 무티 베토벤의 합창 환상곡 과 밀라노 RAI에서 바르톡의 두 번째 피아노 협주곡 과 연주했다.
그의 레퍼토리는 같은 또래의 피아니스트 치고는 광범위하고 다양했다. 그것은 베토벤의 전체 소나타, 베버 (1967년 그는 완전한 소나타를 처음 녹음한 사람), 슈베르트, 슈만, 쇼팽, 드뷔시, 바르톡의 작품을 포함했다. 드뷔시 전주곡 전곡(1972), 슈만의 노벨레테 (1968), 베버의 두 번째 및 세 번째 피아노 소나타 (1970)의 DG 녹음은 특히 유명하며 피아니스트 유산에 속한다.
그의 마지막 콘서트 중에는 바리톤 Claudio Desderi와 함께 쇼팽의 녹턴 과 슈베르트의 Winterreise 의 전체 세트를 연주했다. 그의 마지막 라이브 공연은 시카고에서 열린 줄리니와 함께한 베토벤의 협주곡 3번이었다.
치아니는 32세의 나이로 로마에서 교통사고로 사망했다.